# Férfi egyéni botvívás az 1904. évi nyári olimpiai játékokon
A St. Louisban megrendezett 1904. évi nyári olimpiai játékokon a férfi egyéni botvívás egyike volt az öt vívószámnak. 3 vívó indult 2 nemzetből.

## Eredmények
| Döntő |                                           |    |
| Arany | Albertson Van Zo Post · Kuba (CUB)        | 11 |
| Ezüst | William O'Connor · Egyesült Államok (USA) | 8  |
| Bronz | William Grebe · Egyesült Államok (USA)    | 2  |